# Olympiade d'échecs de 1958
L'Olympiade d'échecs de 1958 est une compétition mondiale par équipes et par pays organisée par la FIDE. Les pays s'affrontent sur 4 échiquiers. Chaque équipe peut présenter 6 joueurs (4 titulaires et 2 suppléants).
Cette 13e Olympiade s'est déroulée du 30 septembre au 23 octobre 1958 à Munich (RFA).
Les points ne sont pas attribués au regard des résultats des matches inter-nations, mais en fonction des résultats individuels sur chaque échiquier (un point par partie gagnée, un demi-point pour une nulle, zéro point pour une défaite).

## Tournoi masculin

### Contexte
Cette olympiade réunit 36 nations. On enregistre le retour des États-Unis après leur absence aux deux dernières olympiades. Le continent africain est représenté pour la première fois par la Tunisie et l'Afrique du Sud
La compétition se déroule sur deux tours. Les équipes sont réparties en 4 groupes éliminatoires, les trois premiers de chaque groupe se disputant la finale A, les trois suivants la finale B, le reste étant versé dans la finale C.

### Résultats
| Classement final |                  |      |
| 1er              | Union soviétique | 34,5 |
| 2e               | Yougoslavie      | 29   |
| 3e               | Argentine        | 25,5 |
| 4e               | États-Unis       | 24   |
| 5e               | Tchécoslovaquie  | 22   |

La France est reversée en finale B et finit 23e de l'olympiade.

### Participants individuels
- Pour l'URSS : Botvinnik, Smyslov, Kérès, Bronstein, Tal, Petrossian.
- Pour la Yougoslavie : Gligorić, Matanović, Ivkov, Trifunović, Đurašević, Fuderer.
- Pour l'Argentine: Pilnik, Panno, Eliskases, Redolfi, Sanguineti, Emma.
- Pour la France : Raizman, Boutteville, Bergraser, Lemoine, Catozzi, Noradounghian.

L'URSS domine une nouvelle fois la compétition. Ses joueurs n'enregistrent qu'une seule défaite en 76 parties : celle de Botvinnik contre l'Autrichien Durkstein au tour préliminaire.